# ديلان موسى
ديلان موسيس (مواليد 25 مايو 1998) لاعب كرة قدم أمريكية محترف. لعب كرة القدم الجامعية مع فريق ألاباما كريمسون تايد، ووقع عقدًا مع فريق جاكسونفيل جاغوارز كلاعب حر غير مُختار في عام 2021.

## بداياته
التحق موسى في الأصل بمدرسة جامعة الثانوية في باتون روج، لويزيانا، قبل أن ينتقل إلى أكاديمية IMG في برادنتون، فلوريدا، لموسمه الأخير. بصفته طالبًا في السنة الأخيرة، كان لاعب العام الوطني لمجلة باريد وفاز بجائزة بوتكوس. كان موسى مجندًا من فئة الخمس نجوم، والتزم في الأصل بجامعة ولاية لويزيانا (LSU) للعب كرة القدم الجامعية قبل أن ينتقل إلى جامعة ألاباما.

## المسيرة الجامعية
كطالب جديد حقيقي في ألاباما في عام 2017، لعب موسى في 11 مباراة مع بدايتين وسجل 30 تدخلًا و1.5 كيسًا واعتراضًا واحدًا. لقد غاب عن بطولة Sugar Bowl لعام 2018 وبطولة College Football Playoff الوطنية لعام 2018 بسبب كسر في القدم. بصفته لاعبًا أساسيًا في عامه الأول في عام 2018، كان موسى من المرشحين النهائيين لجائزة Butkus. عشية موسم 2019، تعرض موسى لإصابة في الركبة أثناء التدريب وغاب عن الموسم بأكمله. أعلن أنه سيعود إلى ألاباما لموسمه الأخير.

## المسيرة المهنية

### جاكسونفيل جاغوارز
في 1 مايو 2021، وقع موسى مع فريق جاكسونفيل جاغوارز كلاعب حر غير مسجل. تم وضعه على قائمة الاحتياط/الإصابات غير المتعلقة بكرة القدم في بداية موسم 2021. في 11 أبريل 2022، أطلق فريق جاغوارز سراح موسى.

### عروض ممفيس
في 1 نوفمبر 2023، وقع موسى عقدًا مع فريق ممفيس شو بوتس التابع لدوري كرة القدم الأمريكية (USFL). وتم إطلاق سراحه في 10 مارس 2024.

### وينيبيغ بلو بومبرز
في 6 مايو 2024، وقع موسى مع فريق Winnipeg Blue Bombers التابع لدوري كرة القدم الكندي (CFL). وتم إطلاق سراحه في 2 يونيو.

## روابط خارجية
- Dylan Moses على موقع مرجع كرة القدم المحترفة.كوم (الإنجليزية)